# Чебоксари
Чебоксари (рус. Чебокса́ры, чув. Шупашкар) град је у Русији и административно седиште републике Чувашија. Према попису становништва из 2021. у граду је живело 497.807 становника.
Чебоксари је лука на реци Волга.

## Становништво
Према прелиминарним подацима са пописа, у граду је 2010. живело 453.645 становника, 13.024 (2,96%) више него 2002.
| 1939.  | 1959.  | 1970.   | 1979.   | 1989.   | 2002.   | 2010.   |
| ------ | ------ | ------- | ------- | ------- | ------- | ------- |
| 31.000 | 94.000 | 209.000 | 307.600 | 419.592 | 440.621 | 453,645 |

## Партнерски градови
- Јегра
- Санта Клара